# Estadi Amahoro
L'Estadi Amahoro (kinyarwanda Stade Amahoro; francès Stade Amahoro; en kinyarwanda for "Estadi de la Pau"), també conegut com a Estadi Nacional Amahoro, és un estadi multiusos al districte de Gasabo de Kigali, Ruanda. Amb una capacitat de 30.000 espectadors, és l'estadi més gran de Ruanda i acull partits de futbol, concerts i esdeveniments públics. Els clubs de futbol Armée Patriotique Rwandaise FC i Rayon Sports FC en són els inquilins. El lloc també s'utilitza de vegades per a rugbi.
Durant el genocidi de Ruanda de 1994, va ser temporalment un "lloc protegit de les Nacions Unides" que va allotjar fins a 12.000 refugiats principalment tutsis.

## Història
L'estadi va ser construït per la China Civil Engineering Construction Corporation, a un cost de 21 milions de dòlars EUA. La construcció va començar en març de 1984, i fou completat en gener de 1989.
En 1990 va esclatar la Guerra Civil ruandesa entre el Front Patriòtic Ruandès (FPR), un grup rebel tutsi i les forces del govern de Juvénal Habyarimana. La guerra va acabar el 1993 amb un alto el foc i la signatura dels Acords d'Arusha que van donar lloc a les posicions del FPR en un govern de transició ampliat (BBTG) i en l'exèrcit nacional, i també es proporcionaria una força de manteniment de la pau de les Nacions Unides. Aquesta força es coneix com a Missió d'Assistència de les Nacions Unides a Ruanda (UNAMIR), i estava encapçalada pel general canadenc Roméo Dallaire. La seu inicial de la UNAMIR va ser a l'Hôtel des Mille Collines, però l'hotel de luxe no va donar la benvinguda a la presència de soldats, i Dallaire ràpidament va buscar un lloc alternatiu; després d'alguns dies de recerca, UNAMIR va escollir l'Estadi Amahoro, que era prou gran per allotjar un batalló complet de soldats. La seu es va inaugurar el 17 de novembre de 1993, amb una cerimònia oficial a la qual van assistir Dallaire i el president Habyarimana.
L'alto el foc va acabar bruscament el 6 d'abril de 1994 quan va ser derrocat l'avió del president Habyarimana provocant-li la mort; l'assassinat va servir com a catalitzador del genocidi ruandès, que va començar a les poques hores. El govern interí ruandès va començar a matar tutsis i hutus políticament moderats en atacs ben planificats a tot el país. Els civils tutsis van començar a buscar refugi als locals de les Nacions Unides, i milers de refugiats es van reunir a l'interior de l'Estadi Amahoro.